# Ázsia Expressz (harmadik évad)
Az Ázsia Expressz harmadik évada, a TV2 utazós reality, valóságshow műsora. Műsorvezetője változatlanul Ördög Nóra.
Az évad 2022. október 10-től látható.
A harmadik évad győztese Halastyák Fanni és Szlépka Armand voltak.

## Történet
Eredetileg 2020-ban indult volna el a harmadik évad azonban a koronavírus-járvány miatt elhalasztották. A Big Picture konferencián jelentették be, hogy 2022-ben lesz látható a harmadik évad. 2022. április 28-án bejelentették a versenyzőket. Illetve a helyszíneket: Jordánia, Törökország, Grúzia és Üzbegisztán.

## Összesített eredmény
| – A páros továbbjutott                       |
| – A páros részt vesz a hajszán               |
| – A páros védettséget szerzett               |
| – A páros még versenyben van                 |
| – A páros még nem volt versenyben            |
| – A páros átadta a versenyt a kieső párosnak |
| – A páros részt vesz a negyeddöntőn          |
| – A páros részt vesz az elődöntőn            |
| – A páros részt vesz a döntőn                |
| – A győztes páros                            |
| – A 2. helyezett                             |
| – A 3. helyezett                             |
| – A 4. helyezett                             |
| – A páros kiesett                            |

| Helyezés | Páros                             | 1. hét (október 10–14.) | 2. hét (október 17–21.) | 3. hét (október 24–28.) | 4. hét (október 31– november 4.) | 5. hét (november 7–11.) | 6. hét (november 14–18.) | 6. hét (november 14–18.) | 6. hét (november 14–18.) | Státusz                                          |
| -------- | --------------------------------- | ----------------------- | ----------------------- | ----------------------- | -------------------------------- | ----------------------- | ------------------------ | ------------------------ | ------------------------ | ------------------------------------------------ |
| 1.       | Halastyák Fanni és Szlépka Armand | Továbbjutott            | Továbbjutott            | Továbbjutott            | Hajsza                           | Hajsza                  | Negyeddöntő              | Elődöntő                 | Döntő                    | Kiesett a 6. héten - Visszajutott - Győztes      |
| 2.       | Nyári Darinka és Kiss Ernő Zsolt  | Hajsza                  | Továbbjutott            | Továbbjutott            | Védett                           | Hajsza                  | Negyeddöntő              | Elődöntő                 | Döntő                    | 2. helyezett                                     |
| 3.       | Gyebnár Csekka és Mérai Kata      | Hajsza                  | Hajsza                  | Továbbjutott            | Továbbjutott                     | Továbbjutott            | Negyeddöntő              | Elődöntő                 |                          | Átadta a 6. héten - 3. helyezett                 |
| 4.       | Gáspár Bea és Gáspár Győző        | Továbbjutott            | Hajsza                  | Védett                  | Hajsza                           | Továbbjutott            | Negyeddöntő              |                          |                          | Kiesett a 4. héten - Visszajutott - 4. helyezett |
| 5.       | Gelencsér Tímea és Rozs Gergő     | Még nem volt versenyben | Még nem volt versenyben | Hajsza                  | Továbbjutott                     | Hajsza                  |                          |                          |                          | Kiesett az 5. héten                              |
| 6.       | Marics Peti és Valkusz Milán      | Továbbjutott            | Védett                  | Hajsza                  | Hajsza                           |                         |                          |                          |                          | Átadta a 4. héten                                |
| 7.       | Király Linda és Király Viktor     | Védett                  | Továbbjutott            | Hajsza                  |                                  |                         |                          |                          |                          | Kiesett a 3. héten                               |
| 8.       | Balogh Szimóna és Gelencsér Tímea | Továbbjutott            | Hajsza                  |                         |                                  |                         |                          |                          |                          | Kiesett a 2. héten                               |
| 9.       | Kása András és Rozs Gergő         | Hajsza                  |                         |                         |                                  |                         |                          |                          |                          | Kiesett az 1. héten                              |

Az első héten Kása András és Rozs Gergő esett ki a versenyből, de közülük egyikük folytathatja a versenyt a 3. héttől a következő kieső páros egyik tagjával. A fiúk eldöntötték, hogy Rozs Gergő vállalja ezt be.
A második héten Balogh Szimóna és Gelencsér Tímea esett ki a versenyből, de közülük egyikük folytathatja a verseny Rozs Gergővel a 3. héttől. A lányok eldöntötték, hogy Gelencsér Tímea vállalja ezt be.
A negyedik héten Gáspár Bea és Gáspár Győző esett ki a versenyből, de Marics Peti és Valkusz Milán nagylelkűen átadták nekik a helyüket a versenyben, kiestek helyettük.
A hatodik héten Halastyák Fanni és Szlépka Armand lettek a harmadik helyezettek, de Gyebnár Csekka és Mérai Katának fel kellett adniuk a versenyt, helyükre a döntőben Halastyák Fanni és Szlépka Armand vette át.

## Utazás
| Útvonal                          | Országok                                     |
| -------------------------------- | -------------------------------------------- |
| Wadi Rum, Jordánia – Üzbegisztán | Jordánia, Törökország, Grúzia és Üzbegisztán |

| Adás | Ország      | Útvonal                                                                 | Kieső páros                                                   |
| ---- | ----------- | ----------------------------------------------------------------------- | ------------------------------------------------------------- |
| 1.   | Jordánia    | Wadi Rum – 70 km – Akaba                                                | -                                                             |
| 2.   | Jordánia    | Akaba – 127 km – Petra                                                  | -                                                             |
| 3.   | Jordánia    | Petra – 174 km – Kerak                                                  | -                                                             |
| 4.   | Jordánia    | Kerak – 82 km – Mádaba – 53 km – Ammán                                  | -                                                             |
| 5.   | Jordánia    | Ammán                                                                   | Kása András és Rozs Gergő                                     |
| 6.   | Jordánia    | Ammán – 32 km – Al Alouk – 19 km – Dzseras                              | -                                                             |
| 7.   | Jordánia    | Dzseras – 19 km – Ajloun – 60 km – As-Salt                              | -                                                             |
| 8.   | Jordánia    | As-Salt – 30 km – Ammán – 77 km – Al-Hallabat                           | -                                                             |
| 9.   | Jordánia    | Al-Hallabat – 77 km – Ammán                                             | -                                                             |
| 10.  | Jordánia    | Ammán                                                                   | Balogh Szimóna és Gelencsér Tímea                             |
| 11.  | Törökország | Marmaris - 20 km Akyaka – 28 km – Muğla – 20 km – Gölcük                | -                                                             |
| 12.  | Törökország | Gölcük – 50 km – Sultaniye – 47 km – Dalyan                             | -                                                             |
| 13.  | Törökország | Dalyan – 59 km – Fethiye – 17 km – Ölüdeniz                             | -                                                             |
| 14.  | Törökország | Fethiye – 236 km – Isparta                                              | -                                                             |
| 15.  | Törökország | Isparta – 29 km – Gümüsgün – 29 km – Isparta                            | Király Linda és Király Viktor                                 |
| 16.  | Törökország | Eğirdir – 204 km – Konya                                                | -                                                             |
| 17.  | Törökország | Konya – 113 km – Sultanhani – 171 km – Kappadókia                       | -                                                             |
| 18.  | Törökország | Kappadókia – 65 km – Uçhisar                                            | -                                                             |
| 19.  | Törökország | Kappadókia – 78 km – Sultanhani – 13 km – Ürgüp                         | -                                                             |
| 20.  | Törökország | Kappadókia                                                              | Gáspár Bea és Gáspár Győző Marics Peti és Valkusz Milán       |
| 21.  | Grúzia      | Zugdidi – 72 km – Samtredia – 35 km – Tskaltubo                         | -                                                             |
| 22.  | Grúzia      | Tskaltubo – 147 km – Borjomi                                            | -                                                             |
| 23.  | Grúzia      | Borjomi – 81 km – Gori – 15 km – Uplistsikhe                            | -                                                             |
| 24.  | Grúzia      | Uplistsikhe – 54 km – Mtskheta – 25 km – Tbiliszi – 6 km – Narikala     | -                                                             |
| 25.  | Grúzia      | Tbiliszi                                                                | Gelencsér Tímea és Rozs Gergely                               |
| 26.  | Üzbegisztán | Buhara                                                                  | -                                                             |
| 27.  | Üzbegisztán | Buhara – 270 km – Samarkand                                             | Gáspár Bea és Gáspár Győző                                    |
| 28.  | Üzbegisztán | Samarkand                                                               | -                                                             |
| 29.  | Üzbegisztán | Samarkand – 170 km – Jizzakh – 139 km – Yangi-Chonoz – 66 km – Tashkent | Halastyák Fanni és Szlépka Armand                             |
| 30.  | Üzbegisztán | Tashkent                                                                | Gyebnár Csekka és Mérai Kata Nyári Darinka és Kiss Ernő Zsolt |

## Események
| – Előnyjátékban résztvevés, védettség, medáljutalom |
| – A páros részt vesz a hajszán                      |
| – A páros továbbjutott                              |
| – A páros kiesett                                   |
| – A páros részt vesz a döntőben                     |
| – A 4. helyezett páros                              |
| – A 3. helyezett páros                              |
| – A 2. helyezett páros                              |
| – A győztes páros                                   |

| Adás | Párosok                           | Párosok                           | Párosok                           | Párosok                      | Párosok                           | Párosok                           | Párosok                                                        | Párosok                      | Párosok                          | Hajsza                           | Hajsza                            | Hajsza                                                  | Hajsza                            | Védett páros              | Esemény    | Kieső páros |
| Adás | 1. páros                          | 2. páros                          | 3. páros                          | 4. páros                     | 5. páros                          | 6. páros                          | 7. páros                                                       | 8. páros                     | 9. páros                         | 1. páros                         | 2. páros                          | 3. páros                                                | 4. páros                          | Védett páros              | Esemény    | Kieső páros |
| ---- | --------------------------------- | --------------------------------- | --------------------------------- | ---------------------------- | --------------------------------- | --------------------------------- | -------------------------------------------------------------- | ---------------------------- | -------------------------------- | -------------------------------- | --------------------------------- | ------------------------------------------------------- | --------------------------------- | ------------------------- | ---------- | ----------- |
| 1.   | Balogh Szimóna és Gelencsér Tímea | Gáspár Bea és Gáspár Győző        |                                   | Gyebnár Csekka és Mérai Kata | Halastyák Fanni és Szlépka Armand | Kása András és Rozs Gergő         | Király Linda és Király Viktor                                  | Marics Peti és Valkusz Milán | Nyári Darinka és Kiss Ernő Zsolt |                                  |                                   |                                                         |                                   |                           | Előnyjáték |             |
| 2.   | Balogh Szimóna és Gelencsér Tímea | Gáspár Bea és Gáspár Győző        | Király Linda és Király Viktor     | Gyebnár Csekka és Mérai Kata | Halastyák Fanni és Szlépka Armand | Kása András és Rozs Gergő         | Király Linda és Király Viktor                                  | Marics Peti és Valkusz Milán | Nyári Darinka és Kiss Ernő Zsolt | Védettség                        |                                   |                                                         |                                   |                           |            |             |
| 3.   | Balogh Szimóna és Gelencsér Tímea | Gáspár Bea és Gáspár Győző        | Király Linda és Király Viktor     | Gyebnár Csekka és Mérai Kata | Halastyák Fanni és Szlépka Armand | Kása András és Rozs Gergő         | Király Linda és Király Viktor                                  | Marics Peti és Valkusz Milán | Nyári Darinka és Kiss Ernő Zsolt | Előnyjáték                       |                                   |                                                         |                                   |                           |            |             |
| 4.   | Balogh Szimóna és Gelencsér Tímea | Gáspár Bea és Gáspár Győző        | Király Linda és Király Viktor     | Gyebnár Csekka és Mérai Kata | Halastyák Fanni és Szlépka Armand | Kása András és Rozs Gergő         | Király Linda és Király Viktor                                  | Marics Peti és Valkusz Milán | Nyári Darinka és Kiss Ernő Zsolt | Nyári Darinka és Kiss Ernő Zsolt | Kása András és Rozs Gergő         | Veszélyzóna                                             |                                   |                           |            |             |
| 5.   | Balogh Szimóna és Gelencsér Tímea | Gáspár Bea és Gáspár Győző        | Király Linda és Király Viktor     | Gyebnár Csekka és Mérai Kata | Halastyák Fanni és Szlépka Armand | Kása András és Rozs Gergő         | Király Linda és Király Viktor                                  | Marics Peti és Valkusz Milán | Nyári Darinka és Kiss Ernő Zsolt | Nyári Darinka és Kiss Ernő Zsolt | Kása András és Rozs Gergő         | Gyebnár Csekka és Mérai Kata                            | Hajsza                            | Kása András és Rozs Gergő |            |             |
| 6.   | Balogh Szimóna és Gelencsér Tímea | Gáspár Bea és Gáspár Győző        |                                   | Gyebnár Csekka és Mérai Kata | Halastyák Fanni és Szlépka Armand |                                   | Király Linda és Király Viktor                                  | Marics Peti és Valkusz Milán | Nyári Darinka és Kiss Ernő Zsolt |                                  |                                   |                                                         | Előnyjáték                        |                           |            |             |
| 7.   | Balogh Szimóna és Gelencsér Tímea | Gáspár Bea és Gáspár Győző        | Marics Peti és Valkusz Milán      | Gyebnár Csekka és Mérai Kata | Halastyák Fanni és Szlépka Armand | Védettség                         | Király Linda és Király Viktor                                  | Marics Peti és Valkusz Milán | Nyári Darinka és Kiss Ernő Zsolt |                                  |                                   |                                                         |                                   |                           |            |             |
| 8.   | Balogh Szimóna és Gelencsér Tímea | Gáspár Bea és Gáspár Győző        | Marics Peti és Valkusz Milán      | Gyebnár Csekka és Mérai Kata | Halastyák Fanni és Szlépka Armand | Előnyjáték                        | Király Linda és Király Viktor                                  | Marics Peti és Valkusz Milán | Nyári Darinka és Kiss Ernő Zsolt |                                  |                                   |                                                         |                                   |                           |            |             |
| 9.   | Balogh Szimóna és Gelencsér Tímea | Gáspár Bea és Gáspár Győző        | Marics Peti és Valkusz Milán      | Gyebnár Csekka és Mérai Kata | Halastyák Fanni és Szlépka Armand | Gyebnár Csekka és Mérai Kata      | Király Linda és Király Viktor                                  | Marics Peti és Valkusz Milán | Nyári Darinka és Kiss Ernő Zsolt | Gáspár Bea és Gáspár Győző       | Veszélyzóna                       |                                                         |                                   |                           |            |             |
| 10.  | Balogh Szimóna és Gelencsér Tímea | Gáspár Bea és Gáspár Győző        | Marics Peti és Valkusz Milán      | Gyebnár Csekka és Mérai Kata | Halastyák Fanni és Szlépka Armand | Gyebnár Csekka és Mérai Kata      | Király Linda és Király Viktor                                  | Marics Peti és Valkusz Milán | Nyári Darinka és Kiss Ernő Zsolt | Gáspár Bea és Gáspár Győző       | Balogh Szimóna és Gelencsér Tímea | Hajsza                                                  | Balogh Szimóna és Gelencsér Tímea |                           |            |             |
| 11.  |                                   | Gáspár Bea és Gáspár Győző        |                                   | Gyebnár Csekka és Mérai Kata | Halastyák Fanni és Szlépka Armand |                                   | Király Linda és Király Viktor                                  | Marics Peti és Valkusz Milán | Nyári Darinka és Kiss Ernő Zsolt |                                  |                                   | Előnyjáték                                              |                                   |                           |            |             |
| 12.  | Gáspár Bea és Gáspár Győző        | Gáspár Bea és Gáspár Győző        | Védettség                         | Gyebnár Csekka és Mérai Kata | Halastyák Fanni és Szlépka Armand |                                   | Király Linda és Király Viktor                                  | Marics Peti és Valkusz Milán | Nyári Darinka és Kiss Ernő Zsolt |                                  |                                   |                                                         |                                   |                           |            |             |
| 13.  | Gáspár Bea és Gáspár Győző        | Gáspár Bea és Gáspár Győző        | Előnyjáték                        | Gyebnár Csekka és Mérai Kata | Halastyák Fanni és Szlépka Armand |                                   | Király Linda és Király Viktor                                  | Marics Peti és Valkusz Milán | Nyári Darinka és Kiss Ernő Zsolt |                                  |                                   |                                                         |                                   |                           |            |             |
| 14.  | Gáspár Bea és Gáspár Győző        | Gáspár Bea és Gáspár Győző        | Gyebnár Csekka és Mérai Kata      | Gyebnár Csekka és Mérai Kata | Halastyák Fanni és Szlépka Armand | Veszélyzóna                       | Király Linda és Király Viktor                                  | Marics Peti és Valkusz Milán | Nyári Darinka és Kiss Ernő Zsolt |                                  |                                   |                                                         |                                   |                           |            |             |
| 15.  | Gáspár Bea és Gáspár Győző        | Gáspár Bea és Gáspár Győző        | Gyebnár Csekka és Mérai Kata      | Gyebnár Csekka és Mérai Kata | Halastyák Fanni és Szlépka Armand | Gelencsér Tímea és Rozs Gergely   | Király Linda és Király Viktor                                  | Marics Peti és Valkusz Milán | Nyári Darinka és Kiss Ernő Zsolt | Gelencsér Tímea és Rozs Gergely  | Marics Peti és Valkusz Milán      | Hajsza                                                  | Király Linda és Király Viktor     |                           |            |             |
| 16.  |                                   | Gáspár Bea és Gáspár Győző        |                                   | Gyebnár Csekka és Mérai Kata | Halastyák Fanni és Szlépka Armand | Gelencsér Tímea és Rozs Gergely   |                                                                | Marics Peti és Valkusz Milán | Nyári Darinka és Kiss Ernő Zsolt |                                  |                                   | Előnyjáték                                              |                                   |                           |            |             |
| 17.  | Nyári Darinka és Kiss Ernő Zsolt  | Gáspár Bea és Gáspár Győző        | Védettség                         | Gyebnár Csekka és Mérai Kata | Halastyák Fanni és Szlépka Armand | Gelencsér Tímea és Rozs Gergely   |                                                                | Marics Peti és Valkusz Milán | Nyári Darinka és Kiss Ernő Zsolt |                                  |                                   |                                                         |                                   |                           |            |             |
| 18.  | Nyári Darinka és Kiss Ernő Zsolt  | Gáspár Bea és Gáspár Győző        | Előnyjáték                        | Gyebnár Csekka és Mérai Kata | Halastyák Fanni és Szlépka Armand | Gelencsér Tímea és Rozs Gergely   |                                                                | Marics Peti és Valkusz Milán | Nyári Darinka és Kiss Ernő Zsolt |                                  |                                   |                                                         |                                   |                           |            |             |
| 19.  | Nyári Darinka és Kiss Ernő Zsolt  | Gáspár Bea és Gáspár Győző        | Halastyák Fanni és Szlépka Armand | Gyebnár Csekka és Mérai Kata | Halastyák Fanni és Szlépka Armand | Gelencsér Tímea és Rozs Gergely   | Gáspár Bea és Gáspár Győző                                     | Marics Peti és Valkusz Milán | Nyári Darinka és Kiss Ernő Zsolt | Veszélyzóna                      |                                   |                                                         |                                   |                           |            |             |
| 20.  | Nyári Darinka és Kiss Ernő Zsolt  | Gáspár Bea és Gáspár Győző        | Halastyák Fanni és Szlépka Armand | Gyebnár Csekka és Mérai Kata | Halastyák Fanni és Szlépka Armand | Gelencsér Tímea és Rozs Gergely   | Gáspár Bea és Gáspár Győző                                     | Marics Peti és Valkusz Milán | Nyári Darinka és Kiss Ernő Zsolt | Marics Peti és Valkusz Milán     | Hajsza                            | Gáspár Bea és Gáspár Győző Marics Peti és Valkusz Milán |                                   |                           |            |             |
| 21.  |                                   | Gáspár Bea és Gáspár Győző        |                                   | Gyebnár Csekka és Mérai Kata | Halastyák Fanni és Szlépka Armand | Gelencsér Tímea és Rozs Gergely   |                                                                |                              | Nyári Darinka és Kiss Ernő Zsolt |                                  | Medálszerzés                      |                                                         |                                   |                           |            |             |
| 22.  | Párcsere és Medálszerzés          | Gáspár Bea és Gáspár Győző        |                                   | Gyebnár Csekka és Mérai Kata | Halastyák Fanni és Szlépka Armand | Gelencsér Tímea és Rozs Gergely   |                                                                |                              | Nyári Darinka és Kiss Ernő Zsolt |                                  |                                   |                                                         |                                   |                           |            |             |
| 23.  | Medálszerzés                      | Gáspár Bea és Gáspár Győző        |                                   | Gyebnár Csekka és Mérai Kata | Halastyák Fanni és Szlépka Armand | Gelencsér Tímea és Rozs Gergely   |                                                                |                              | Nyári Darinka és Kiss Ernő Zsolt |                                  |                                   |                                                         |                                   |                           |            |             |
| 24.  | Medálszerzés                      | Gáspár Bea és Gáspár Győző        |                                   | Gyebnár Csekka és Mérai Kata | Halastyák Fanni és Szlépka Armand | Gelencsér Tímea és Rozs Gergely   |                                                                |                              | Nyári Darinka és Kiss Ernő Zsolt |                                  |                                   |                                                         |                                   |                           |            |             |
| 25.  | Gelencsér Tímea és Rozs Gergely   | Gáspár Bea és Gáspár Győző        | Halastyák Fanni és Szlépka Armand | Gyebnár Csekka és Mérai Kata | Halastyák Fanni és Szlépka Armand | Gelencsér Tímea és Rozs Gergely   | Nyári Darinka és Kiss Ernő Zsolt                               | Medálszámolás és Hajsza      | Nyári Darinka és Kiss Ernő Zsolt | Gelencsér Tímea és Rozs Gergely  |                                   |                                                         |                                   |                           |            |             |
| 26.  |                                   | Gáspár Bea és Gáspár Győző        |                                   | Gyebnár Csekka és Mérai Kata | Halastyák Fanni és Szlépka Armand |                                   |                                                                | Lámpásjáték                  | Nyári Darinka és Kiss Ernő Zsolt |                                  |                                   |                                                         |                                   |                           |            |             |
| 27.  | Gáspár Bea és Gáspár Győző        | Gáspár Bea és Gáspár Győző        | Gyebnár Csekka és Mérai Kata      | Gyebnár Csekka és Mérai Kata | Halastyák Fanni és Szlépka Armand | Halastyák Fanni és Szlépka Armand | Nyári Darinka és Kiss Ernő Zsolt                               | Negyeddöntő                  | Nyári Darinka és Kiss Ernő Zsolt | Gáspár Bea és Gáspár Győző       |                                   |                                                         |                                   |                           |            |             |
| 28.  |                                   |                                   |                                   | Gyebnár Csekka és Mérai Kata | Halastyák Fanni és Szlépka Armand |                                   |                                                                | Lámpásjáték                  | Nyári Darinka és Kiss Ernő Zsolt |                                  |                                   |                                                         |                                   |                           |            |             |
| 29.  | Gyebnár Csekka és Mérai Kata      | Halastyák Fanni és Szlépka Armand | Nyári Darinka és Kiss Ernő Zsolt  | Gyebnár Csekka és Mérai Kata | Halastyák Fanni és Szlépka Armand | Elődöntő                          | Halastyák Fanni és Szlépka Armand                              |                              | Nyári Darinka és Kiss Ernő Zsolt |                                  |                                   |                                                         |                                   |                           |            |             |
| 30.  |                                   | Halastyák Fanni és Szlépka Armand | Nyári Darinka és Kiss Ernő Zsolt  |                              | Halastyák Fanni és Szlépka Armand | Döntő                             | Gyebnár Csekka és Mérai Kata, Nyári Darinka és Kiss Ernő Zsolt |                              | Nyári Darinka és Kiss Ernő Zsolt |                                  |                                   |                                                         |                                   |                           |            |             |

### Jordánia

#### 1. adás
Előnyjáték
A versenyzőket felkeltették, útnak indították Jordániában, Wadi Rumból Akabába. Az első menet az előnyjátékért ment, az első három páros kerül be oda. A sorrend végül így alakult:
| Sorszám | Páros                             |
| ------- | --------------------------------- |
| 1.      | Halastyák Fanni és Szlépka Armand |
| 2.      | Kása András és Rozs Gergő         |
| 3.      | Marics Peti és Valkusz Milán      |
| 4.      | Balogh Szimóna és Gelencsér Tímea |
| 5.      | Gáspár Bea és Gáspár Győző        |
| 6.      | Nyári Darinka és Kiss Ernő Zsolt  |
| 7.      | Király Linda és Király Viktor     |
| 8.      | Gyebnár Csekka és Mérai Kata      |

Az előnyjáték győztese Kása András és Rozs Gergő, így ők előnnyel indulnak a következő meneten, valamint kaptak egy medált, ami később nagy hasznukra lehet. Zálog az automatikus döntőbe jutáshoz.

#### 2. adás
Védettség
A második meneten a versenyzőknek Akababól a Petrához kellett utazniuk. A mai nap győztese védettséget szerez. Kása András és Rozs Gergő előnnyel indult. A menet közben a versenyzőknek szállást kellett keresniük. A sorrend végül így alakult:
| Sorszám | Páros                             |
| ------- | --------------------------------- |
| 1.      | Király Linda és Király Viktor     |
| 2.      | Balogh Szimóna és Gelencsér Tímea |
| 3.      | Halastyák Fanni és Szlépka Armand |
|         | Gáspár Bea és Gáspár Győző        |
|         | Marics Peti és Valkusz Milán      |
|         | Gyebnár Csekka és Mérai Kata      |
|         | Nyári Darinka és Kiss Ernő Zsolt  |
|         | Kása András és Rozs Gergő         |

Király Linda és Király Viktor védettek lettek, biztosan továbbjutottak a következő hétre. Szintén kaptak egy medált, s egy választási lehetőségük is akadt, méghozzá, hogy turistáskodnak a következő két menetben, vagy versenyzőkként játszanak. A döntésük a következő adásból derül ki.

#### 3. adás
Előnyjáték
Király Linda és Király Viktor a pihenés mellett döntöttek. A versenyzők a Petrától Kerakba kellett eljussanak. Az első két páros fog bekerülni az előnyjátékba. A sorrend végül így alakult:
| Sorszám | Páros                             |
| ------- | --------------------------------- |
| 1.      | Balogh Szimóna és Gelencsér Tímea |
| 2.      | Halastyák Fanni és Szlépka Armand |
|         | Gáspár Bea és Gáspár Győző        |
|         | Marics Peti és Valkusz Milán      |
|         | Gyebnár Csekka és Mérai Kata      |
|         | Nyári Darinka és Kiss Ernő Zsolt  |
|         | Kása András és Rozs Gergő         |

A nap végén a versenyzőknek szállást kellett keresniük, kivéve az előnyjátékos párosoknak. Az előnyjátékban Halastyák Fanni és Szlépka Armand győzött, így ők előnyt szereztek a következő menetre, valamint kaptak egy medált.

#### 4. adás
Veszélyzóna
A versenyzők a hét egyik legfontosabb napján Kerakból kellett eljussanak Ammánba, Mádabán át. A nap elsője egy medált kap, míg az utolsó kettője egy hajszába kerülést. Halastyák Fanni és Szlépka Armand előnnyel indult. A sorrend végül így alakult:
| Sorszám | Páros                             |
| ------- | --------------------------------- |
| 1.      | Halastyák Fanni és Szlépka Armand |
| 2.      | Balogh Szimóna és Gelencsér Tímea |
| 3.      | Gáspár Bea és Gáspár Győző        |
| 4.      | Marics Peti és Valkusz Milán      |
| 5.      | Gyebnár Csekka és Mérai Kata      |
| 6.      | Nyári Darinka és Kiss Ernő Zsolt  |
| 7.      | Kása András és Rozs Gergő         |

Halastyák Fanni és Szlépka Armand elsőként érkeztek be, így kaptak egy medált. Kása András és Rozs Gergő, valamint Nyári Darinka és Kiss Ernő Zsolt pedig biztosan bekerültek a hajszába. A harmadik hajszázó páros a következő adásból derül ki. A versenyzők a mai napon szállodában aludtak.

#### 5. adás
Hajsza
A versenyzők a már két biztosan hajszázó páros mellé harmadikként is szavazniuk kellett valakit. A szavazás végül így alakult:
| Szavazó                           | Szavazott                         |
| --------------------------------- | --------------------------------- |
| Gáspár Bea és Gáspár Győző        | Gyebnár Csekka és Mérai Kata      |
| Balogh Szimóna és Gelencsér Tímea | Gáspár Bea és Gáspár Győző        |
| Halastyák Fanni és Szlépka Armand | Gyebnár Csekka és Mérai Kata      |
| Király Linda és Király Viktor     | Gáspár Bea és Gáspár Győző        |
| Marics Peti és Valkusz Milán      | Balogh Szimóna és Gelencsér Tímea |
| Gyebnár Csekka és Mérai Kata      | Balogh Szimóna és Gelencsér Tímea |
| Nyári Darinka és Kiss Ernő Zsolt  | Gyebnár Csekka és Mérai Kata      |
| Kása András és Rozs Gergő         | Gyebnár Csekka és Mérai Kata      |

4 szavazattal tehát Gyebnár Csekka és Mérai Kata lett a hajsza harmadik tagja. A sorrend végül így alakult:
| Sorszám | Páros                            |
| ------- | -------------------------------- |
| 1.      | Gyebnár Csekka és Mérai Kata     |
| 2.      | Nyári Darinka és Kiss Ernő Zsolt |
| 3.      | Kása András és Rozs Gergő        |

A hajszán Nyári Darinka és Kiss Ernő Zsolt ért be elsőként, de két szabályszegés miatt 10 perc időbüntetést kaptak, ami alatt Gyebnár Csekka és Mérai Kata befutott, Kása András és Rozs Gergő viszont nem, így számukra véget ért az Ázsia Expressz 3.

#### 6. adás
Előnyjáték
A versenyző párok szimpátia szavazással döntötték el, hogy ki induljon el 8 perc előnnyel és ki indul hátránnyal. A szavazás végül így alakult:
| Sorszám | Páros                             |
| ------- | --------------------------------- |
| 1.      | Halastyák Fanni és Szlépka Armand |
| 2.      | Király Linda és Király Viktor     |
|         | Marics Peti és Valkusz Milán      |
|         | Gyebnár Csekka és Mérai Kata      |
|         | Nyári Darinka és Kiss Ernő Zsolt  |
| 6.      | Balogh Szimóna és Gelencsér Tímea |
| 7.      | Gáspár Bea és Gáspár Győző        |

A napon Ammánból Dzserasba kellett eljutniuk a párosoknak, Al Aloukon keresztül. Az első három páros fog bekerülni az előnyjátékra. A sorrend végül így alakult:
| Sorszám | Páros                             |
| ------- | --------------------------------- |
| 1.      | Király Linda és Király Viktor     |
| 2.      | Nyári Darinka és Kiss Ernő Zsolt  |
| 3.      | Gyebnár Csekka és Mérai Kata      |
| 4.      | Balogh Szimóna és Gelencsér Tímea |
|         | Halastyák Fanni és Szlépka Armand |
|         | Marics Peti és Valkusz Milán      |
|         | Gáspár Bea és Gáspár Győző        |

Az előnyjátékban Nyári Darinka és Kiss Ernő Zsolt nyert, kaptak egy medált is.

#### 7. adás
Védettség
A versenyzőknek As-Saltba kellett eljutniuk Dzserasból, Ajlounon keresztül. Nyári Darinka és Kiss Ernő Zsolt előnnyel indult. A párosoknak szállást kellett még találniuk. A befutási sorrend különleges módon zajlott le: két lista alapján, aminek az első helyezettje védettséget kap. A sorrend végül így alakult
| Sorszám | Páros                             |
| ------- | --------------------------------- |
| 1.      | Marics Peti és Valkusz Milán      |
|         | Balogh Szimóna és Gelencsér Tímea |
|         | Halastyák Fanni és Szlépka Armand |
|         | Gáspár Bea és Gáspár Győző        |
|         | Király Linda és Király Viktor     |
|         | Gyebnár Csekka és Mérai Kata      |
|         | Nyári Darinka és Kiss Ernő Zsolt  |

A két sorrend alapján Marics Peti és Valkusz Milán lett az első, így védettséget a hétre, valamint egy medált szereztek. A következő adásban eldöntik, hogy turistáskodnak-e a héten, vagy versenyeznek.

#### 8. adás
Előnyjáték
Marics Peti és Valkusz Milán a turistáskodás mellett döntöttek. A versenyzőknek Ammánból Al-Hallabatba kellett eljutniuk. Az első három páros részt vehet majd az előnyjátékban. A sorrend végül így alakult:
| Sorszám | Páros                             |
| ------- | --------------------------------- |
| 1.      | Gyebnár Csekka és Mérai Kata      |
| 2.      | Király Linda és Király Viktor     |
| 3.      | Balogh Szimóna és Gelencsér Tímea |
| 4.      | Nyári Darinka és Kiss Ernő Zsolt  |
|         | Halastyák Fanni és Szlépka Armand |
|         | Gáspár Bea és Gáspár Győző        |

A versenyzőknek szállást kellett találniuk, kivéve az előnyjátékos párosoknak. Reggel az előnyjátékot Gyebnár Csekka és Mérai Kata nyerte. Előny a következő adásra és egy medál lett a jutalmuk.

#### 9. adás
Veszélyzóna
A versenyzőknek el kellett eljutniuk Al-Hallabatból Ammánba. Gyebnár Csekka és Mérai Kata előnnyel indult. Az első befutó egy medált szerez, míg az utolsó kettő hajszába jutást. A sorrend végül így alakult:
| Sorszám | Páros                             |
| ------- | --------------------------------- |
| 1.      | Nyári Darinka és Kiss Ernő Zsolt  |
| 2.      | Király Linda és Király Viktor     |
| 3.      | Halastyák Fanni és Szlépka Armand |
| 4.      | Balogh Szimóna és Gelencsér Tímea |
| 5.      | Gyebnár Csekka és Mérai Kata      |
| 6.      | Gáspár Bea és Gáspár Győző        |

Nyári Darinka és Kiss Ernő Zsolt kapott egy medált, az utolsó két páros pedig bejutott a veszélyzónába, ezáltal a hajszába. Ők pedig Gáspár Bea és Gáspár Győző, valamint Gyebnár Csekka és Mérai Kata. A harmadik párost a következő adásban szavazzák meg a versenyzők, akik a mai napon szállodában aludtak.

#### 10. adás
Hajsza
A versenyzők Ammánban hajszáztak. A harmadik hajszázó párost megszavazták. A szavazás végül így alakult:
| Szavazó                           | Szavazott                         |
| --------------------------------- | --------------------------------- |
| Gáspár Bea és Gáspár Győző        | Balogh Szimóna és Gelencsér Tímea |
| Balogh Szimóna és Gelencsér Tímea | Király Linda és Király Viktor     |
| Halastyák Fanni és Szlépka Armand | Király Linda és Király Viktor     |
| Király Linda és Király Viktor     | Balogh Szimóna és Gelencsér Tímea |
| Marics Peti és Valkusz Milán      | Király Linda és Király Viktor     |
| Gyebnár Csekka és Mérai Kata      | Balogh Szimóna és Gelencsér Tímea |
| Nyári Darinka és Kiss Ernő Zsolt  | Balogh Szimóna és Gelencsér Tímea |

A szavazás alapján Balogh Szimóna és Gelencsér Tímea a hajsza harmadik párosa. Az első két befutó továbbjut, az utolsó kiesik a versenyből. A sorrend végül így alakult: 
| Sorszám | Páros                             |
| ------- | --------------------------------- |
| 1.      | Gáspár Bea és Gáspár Győző        |
| 2.      | Gyebnár Csekka és Mérai Kata      |
| 3.      | Balogh Szimóna és Gelencsér Tímea |

A második hajszában elsőként Gáspár Bea és Gáspár Győző, másodikként pedig Gyebnár Csekka és Mérai Kata futottak be, így Balogh Szimóna és Gelencsér Tímea számára véget ért az Ázsia Expressz 3.

### Törökország

#### 11. adás
Előnyjáték
A párosoknak Gölcükbe kellett eljutniuk Muğla érintésével. Az összes pár részt fog venni majd az előnyjátékon. A sorrend végül így alakult:
| Sorszám | Páros                             |
| ------- | --------------------------------- |
| 1.      | Marics Peti és Valkusz Milán      |
| 2.      | Gáspár Bea és Gáspár Győző        |
| 3.      | Király Linda és Király Viktor     |
| 4.      | Gyebnár Csekka és Mérai Kata      |
| 5.      | Halastyák Fanni és Szlépka Armand |
| 6.      | Nyári Darinka és Kiss Ernő Zsolt  |

Marics Peti és Valkusz Milán teljesített a legjobban az előnyjátékban, jutalmuk az előny a következő napra és egy medál.

#### 12. adás
Védettség
A párosoknak Dalyanba kellett eljutniuk. Marics Peti és Valkusz Milán előnnyel indult. A párosoknak szállást kellett még találniuk. A befutási sorrend különleges módon zajlott le: két lista alapján, aminek az első helyezettje védettséget kap. A sorrend végül így alakult
| Sorszám | Páros                             |
| ------- | --------------------------------- |
| 1.      | Gáspár Bea és Gáspár Győző        |
| 2.      | Marics Peti és Valkusz Milán      |
|         | Király Linda és Király Viktor     |
|         | Gyebnár Csekka és Mérai Kata      |
|         | Halastyák Fanni és Szlépka Armand |
|         | Nyári Darinka és Kiss Ernő Zsolt  |

#### 13. adás
Előnyjáték
Gáspár Bea és Gáspár Győző a turistáskodást választották. A versenyzőknek Ölüdenizbe kellett eljutniuk Dalyanból, Fethiyén keresztül. Az első két páros részt fog venni az előnyjátékon. A sorrend végül így alakult:
| Sorszám | Páros                             |
| ------- | --------------------------------- |
| 1.      | Gyebnár Csekka és Mérai Kata      |
| 2.      | Nyári Darinka és Kiss Ernő Zsolt  |
|         | Marics Peti és Valkusz Milán      |
|         | Király Linda és Király Viktor     |
|         | Halastyák Fanni és Szlépka Armand |

A párosoknak szállást kellett találniuk, kivéve az első két befutót. Reggel Gyebnár Csekka és Mérai Kata nyerte meg az előnyjátékot, így a páros kapott tehát előnyt a következő menetre, valamint egy medált.

#### 14. adás
Veszélyzóna
A versenyzőknek Ölüdenizből kellett eljutniuk Ispartába. Az első páros medált kap, az utolsó kettő pedig részt vesz a hajszán. A sorrend végül így alakult:
| Sorszám | Páros                             |
| ------- | --------------------------------- |
| 1.      | Halastyák Fanni és Szlépka Armand |
| 2.      | Marics Peti és Valkusz Milán      |
| 3.      | Gyebnár Csekka és Mérai Kata      |
| 4.      | Nyári Darinka és Kiss Ernő Zsolt  |
| 5.      | Király Linda és Király Viktor     |

Halastyák Fanni és Szlépka Armand medált kapott, Nyári Darinka és Kiss Ernő Zsolt, illetve Király Linda és Király Viktor pedig biztosan részt vesz a következő hajszán.

#### 15. adás
Hajsza
A harmadik hajsza helyszíne Isparta. A versenyzők megszavazták a harmadik hajszázó párost. A szavazás végül így alakult:
| Szavazó                           | Szavazott                    |
| --------------------------------- | ---------------------------- |
| Gáspár Bea és Gáspár Győző        | Marics Peti és Valkusz Milán |
| Halastyák Fanni és Szlépka Armand | Gyebnár Csekka és Mérai Kata |
| Király Linda és Király Viktor     | Marics Peti és Valkusz Milán |
| Marics Peti és Valkusz Milán      | Gyebnár Csekka és Mérai Kata |
| Gyebnár Csekka és Mérai Kata      | Marics Peti és Valkusz Milán |
| Nyári Darinka és Kiss Ernő Zsolt  | Marics Peti és Valkusz Milán |

A szavazás szerint a harmadik hajszázó páros Marics Peti és Valkusz Milán. Viszont egy meglepetés párossal bővült a verseny akik az eddig kiesett párosok egy-egy tagja. A versenyt Gelencsér Tímea és Rozs Gergely folytatja, de csak akkor versenyezhetnek ha továbbjutnak a hajszán. Így 4 hajszázó páros lenne, de csak három páros versenyezhet és Gelencsér Tímea és Rozs Gergely választhattak egy párost akit megmenthetnek és őket Nyári Darinkát és Kiss Ernő Zsoltot választották. A sorrend végül így alakult:
| Sorszám | Páros                           |
| ------- | ------------------------------- |
| 1.      | Marics Peti és Valkusz Milán    |
| 2.      | Gelencsér Tímea és Rozs Gergely |
| 3.      | Király Linda és Király Viktor   |

Marics Peti és Valkusz Milán, valamint Gelencsér Tímea és Rozs Gergely továbbjutott, hisz első két párosként futottak be, Király Linda és Király Viktor pedig harmadikként, így az ő párosuk számára ért véget az Ázsia Expressz 3.

#### 16. adás
Előnyjáték
A versenyzők Konyába kellett jutniuk. Az első három páros fog bejutni az előnyjátékra. A sorrend végül így alakult:
| Sorszám | Páros                             |
| ------- | --------------------------------- |
| 1.      | Halastyák Fanni és Szlépka Armand |
| 2.      | Gelencsér Tímea és Rozs Gergely   |
| 3.      | Gyebnár Csekka és Mérai Kata      |
|         | Marics Peti és Valkusz Milán      |
|         | Nyári Darinka és Kiss Ernő Zsolt  |
| 6.      | Gáspár Bea és Gáspár Győző        |

Az előnyjátékban Gyebnár Csekka és Mérai Kata párosa nyert, így előnyt a következő menetre, valamint egy medált szereztek.

#### 17. adás
Védettség
A versenyzőknek Kappadókiába kellett eljutniuk. Közben szállást is kellett keresniük. A mai tét a védettség, ami két lista alapján lesz létrehozva. A sorrend végül így alakult:
| Sorszám | Páros                             |
| ------- | --------------------------------- |
| 1.      | Nyári Darinka és Kiss Ernő Zsolt  |
| 2.      | Halastyák Fanni és Szlépka Armand |
| 3.      | Gelencsér Tímea és Rozs Gergely   |
|         | Gyebnár Csekka és Mérai Kata      |
|         | Marics Peti és Valkusz Milán      |
|         | Gáspár Bea és Gáspár Győző        |

A két lista alapján Nyári Darinka és Kiss Ernő Zsolt lett a győztes, így védettséget, valamint egy medált szereztek.

#### 18. adás
Előnyjáték
A versenyzők Kappadókiából Uçhisarba kellett eljussanak. Az első három páros vehet majd részt az előnyjátékban. A sorrend végül így alakult:
| Sorszám | Páros                             |
| ------- | --------------------------------- |
| 1.      | Halastyák Fanni és Szlépka Armand |
| 2.      | Gelencsér Tímea és Rozs Gergely   |
| 3.      | Gyebnár Csekka és Mérai Kata      |
| 4.      | Marics Peti és Valkusz Milán      |
| 5.      | Gáspár Bea és Gáspár Győző        |

Az előnyjátékon Gelencsér Tímea és Rozs Gergely lett a győztes, így egy előnyt, valamint egy medált szereztek.

#### 19. adás
Veszélyzóna
A versenyzők Kappadókiából Love Valleybe és onnan Ürgüpbe kellett eljussanak. Gelencsér Tímea és Rozs Gergely előnnyel indult. Az első befutó egy medált kap, az utolsó kettő részt vesz a hajszán. A sorrend végül így alakult:
| Sorszám | Páros                             |
| ------- | --------------------------------- |
| 1.      | Gelencsér Tímea és Rozs Gergely   |
| 2.      | Marics Peti és Valkusz Milán      |
| 3.      | Gyebnár Csekka és Mérai Kata      |
| 3.      | Halastyák Fanni és Szlépka Armand |
| 5.      | Gáspár Bea és Gáspár Győző        |

Gelencsér Tímea és Rozs Gergely medált kapott, Halastyák Fanni és Szlépka Armand, illetve Gáspár Bea és Gáspár Győző pedig biztosan részt vesz a következő hajszán.

#### 20. adás
Hajsza
A negyedik hajsza helyszíne Kappadókia. A versenyzők megszavazták a harmadik hajszázó párost. A szavazás végül így alakult:
| Szavazó                           | Szavazott                       |
| --------------------------------- | ------------------------------- |
| Gáspár Bea és Gáspár Győző        | Gyebnár Csekka és Mérai Kata    |
| Gelencsér Tímea és Rozs Gergely   | Marics Peti és Valkusz Milán    |
| Halastyák Fanni és Szlépka Armand | Gyebnár Csekka és Mérai Kata    |
| Marics Peti és Valkusz Milán      | Gelencsér Tímea és Rozs Gergely |
| Gyebnár Csekka és Mérai Kata      | Marics Peti és Valkusz Milán    |
| Nyári Darinka és Kiss Ernő Zsolt  | Marics Peti és Valkusz Milán    |

A szavazás szerint a harmadik hajszázó páros Marics Peti és Valkusz Milán. A sorrend végül így alakult:
| Sorszám | Páros                             |
| ------- | --------------------------------- |
| 1.      | Marics Peti és Valkusz Milán      |
| 2.      | Halastyák Fanni és Szlépka Armand |
| 3.      | Gáspár Bea és Gáspár Győző        |

Gáspár Bea és Gáspár Győző esett ki a versenyből így számukra véget ért az Ázsia Expressz 3, majd Marics Peti és Valkusz Milán párosa átadta nekik a lehetőséget a folytatáshoz, így a helyüket Gáspár Bea és Gáspár Győző kapta meg. Marics Peti és Valkusz Milán számára pedig véget ért az Ázsia Expressz 3.

### Grúzia

#### 21. adás
Medálszerzés
A párosoknak adtak pluszba egy medált, majd az eredményt lefelezték, amit egy ládába raktak. A napi küldetés után el lehetett lopni egy másik páros ládáját, majd a játékban a nyertes páros meg is kapja azt. Az első három befutó páros fog résztvenni a játékban. A sorrend végül így alakult:
| Sorszám | Páros                             |
| ------- | --------------------------------- |
| 1.      | Nyári Darinka és Kiss Ernő Zsolt  |
| 2.      | Gyebnár Csekka és Mérai Kata      |
| 3.      | Halastyák Fanni és Szlépka Armand |
| 4.      | Gáspár Bea és Gáspár Győző        |
| 5.      | Gelencsér Tímea és Rozs Gergely   |

A játékot Nyári Darinka és Kiss Ernő Zsolt nyerte meg, aki Gyebnár Csekka és Mérai Kata ládáját lopták el, így 8 medáljuk lett, hiszen a sajátjukat is visszakapták.

#### 22. adás
Párcsere és Medálszerzés
A versenyzőknek Tskaltuboból Borjomiba kellett eljutniuk, közben pedig szállást kellett keresniük. Az adás elején párcserére került sor, minden párosból lett egy gazda, aki hajt a nyereményért, de kap egy élősködőt, egy másik páros tagját, akinek a gazdát kellett hátráltatni, hiszen a gazda eredményei számítanak a napon. A párcsere végül így alakult:
| Gazda           | Élősködő        |
| --------------- | --------------- |
| Gáspár Bea      | Kiss Ernő Zsolt |
| Gelencsér Tímea | Gáspár Győző    |
| Mérai Kata      | Halastyák Fanni |
| Nyári Darinka   | Gyebnár Csekka  |
| Szlépka Armand  | Rozs Gergely    |

Tehát így alakultak az új párok. A nap elsője majd kap egy medált és egy döntési lehetőséget. Az élősködőknek lehetőségük volt három medált is elvenniük a gazdáktól, különböző feladatok megoldásával. A sorrend végül így alakult:
| Sorszám | Páros                             |
| ------- | --------------------------------- |
| 1.      | Gyebnár Csekka és Mérai Kata      |
| 2.      | Nyári Darinka és Kiss Ernő Zsolt  |
| 3.      | Halastyák Fanni és Szlépka Armand |
| 4.      | Gelencsér Tímea és Rozs Gergely   |
| 5.      | Gáspár Bea és Gáspár Győző        |

Mérai Kata és Halastyák Fanni lett az első befutó, de a jutalom a gazda eredeti párosának megy. És így tovább. Tehát ezáltal Gyebnár Csekka és Mérai Kata kapott egy medált, illetve elvehettek még kettőt, két párostól, ők Gelencsér Tímea és Rozs Gergely, illetve Nyári Darinka és Kiss Ernő Zsolt párosa mellett döntöttek.

#### 23. adás
Medálszerzés
A versenyzőknek Borjomiból Uplistsikhebe kellett eljutniuk a mai napon. Az első két befutó jutott be a medáljátékba. A napon több medált is lehetett szerezni. A sorrend végül így alakult:
| Sorszám | Páros                             |
| ------- | --------------------------------- |
| 1.      | Gelencsér Tímea és Rozs Gergely   |
| 2.      | Halastyák Fanni és Szlépka Armand |
| 3.      | Gyebnár Csekka és Mérai Kata      |
| 4.      | Nyári Darinka és Kiss Ernő Zsolt  |
| 5.      | Gáspár Bea és Gáspár Győző        |

A medáljátékot Gelencsér Tímea és Rozs Gergely nyerte meg, így medáluk lett.

#### 24. adás
Medálszerzés
A versenyzőknek Uplistsikheből Narikalába kellett eljutniuk a mai napon. A napon több medált is lehetett szerezni. A sorrend végül így alakult:
| Sorszám | Páros                             |
| ------- | --------------------------------- |
| 1.      | Gelencsér Tímea és Rozs Gergely   |
| 2.      | Nyári Darinka és Kiss Ernő Zsolt  |
| 3.      | Halastyák Fanni és Szlépka Armand |
| 4.      | Gyebnár Csekka és Mérai Kata      |
| 5.      | Gáspár Bea és Gáspár Győző        |

#### 25. adás
Medálszámolás és Hajsza
Az ötödik hajsza helyszíne Tbiliszi. A sorrend végül így alakult:
| Sorszám | Páros                             |
| ------- | --------------------------------- |
| 1.      | Nyári Darinka és Kiss Ernő Zsolt  |
| 2.      | Halastyák Fanni és Szlépka Armand |
| 3.      | Gelencsér Tímea és Rozs Gergely   |

Nyári Darinka és Kiss Ernő Zsolt, valamint Halastyák Fanni és Szlépka Armand továbbjutott, hisz első két párosként futottak be, Gelencsér Tímea és Rozs Gergely pedig harmadikként, így az ő párosuk számára ért véget az Ázsia Expressz 3.

### Üzbegisztán

#### 26. adás
Lámpásjáték
A versenyzőknek Buharaban zajlott a játék. A napon a lámpásjátékon az első három páros vesz részt. A sorrend végül így alakult:
| Sorszám | Páros                             |
| ------- | --------------------------------- |
| 1.      | Nyári Darinka és Kiss Ernő Zsolt  |
| 2.      | Gyebnár Csekka és Mérai Kata      |
| 3.      | Gáspár Bea és Gáspár Győző        |
| 4.      | Halastyák Fanni és Szlépka Armand |

Nyári Darinka és Kiss Ernő Zsolt futott be elsőként, utánuk Gyebnár Csekka és Mérai Kata és harmadikként Gáspár Bea és Gáspár Győző, így ők résztvehetnek a lámpásjátékon. A lámpásjátékot Nyári Darinka és Kiss Ernő Zsolt nyerte, jutalmuk egy lámpás.

#### 27. adás
Negyeddöntő
A versenyzőknek Buharaból Samarkandba kellett eljutniuk a mai napon, közben pedig szállást kellett keresni.  Az adás elején a pároknak külön kell vállniuk, minden párosból lett egy futó, aki hajt az elődöntőbe jutásért, de a páros másik tagjának feladatokat kell teljesítenie, hogy előnyhöz juttassa a páros másik tagját. Az utoljára beérkező futó párosa kieseik a versenyből. A sorrend végül így alakult:
| Futó            | Bástya          |
| --------------- | --------------- |
| Gáspár Bea      | Gáspár Győző    |
| Gyebnár Csekka  | Mérai Kata      |
| Halastyák Fanni | Szlépka Armand  |
| Nyári Darinka   | Kiss Ernő Zsolt |

| Sorszám | Páros                             |
| ------- | --------------------------------- |
| 1.      | Nyári Darinka és Kiss Ernő Zsolt  |
| 2.      | Gyebnár Csekka és Mérai Kata      |
| 3.      | Halastyák Fanni és Szlépka Armand |
| 4.      | Gáspár Bea és Gáspár Győző        |

Nyári Darinka, Gyebnár Csekka, valamint Halastyák Fanni továbbjutott, hisz első három ként futott be, Gáspár Bea pedig negyedikként, így az ő párosuk számára ért véget az Ázsia Expressz 3.

#### 28. adás
Lámpásjáték
A versenyzőknek Samarkandban zajlott a játék. A napon a lámpásjátékon minden páros vesz részt, de az első helyezett előnyt kap a lámpásjátékon. A sorrend végül így alakult:
| Sorszám | Páros                             |
| ------- | --------------------------------- |
| 1.      | Gyebnár Csekka és Mérai Kata      |
| 2.      | Halastyák Fanni és Szlépka Armand |
| 3.      | Nyári Darinka és Kiss Ernő Zsolt  |

A lámpásjátékot Halastyák Fanni és Szlépka Armand nyerte, jutalmuk egy lámpás.

#### 29. adás
Elődöntő
A versenyzőknek az elődöntőben Samarkandból Taskentbe kellett eljutniuk. Minden páros kapott három fekete borítékot, így összesen kilenc boríték van és a feladatuk megszabadulni nekik tőlük a feladatok során. Mivel a kilenc borítékból az egyikbe az áll, hogy számukra végett ért az Ázsia Expressz 3.
| Sorszám | Páros                             |
| ------- | --------------------------------- |
| 1.      | Gyebnár Csekka és Mérai Kata      |
| 2.      | Halastyák Fanni és Szlépka Armand |
| 3.      | Nyári Darinka és Kiss Ernő Zsolt  |

Gyebnár Csekka és Mérai Kata, valamint Nyári Darinka és Kiss Ernő Zsolt továbbjutott, hisz nem náluk volt a kiesést jelentő boríték, így bejutottak a döntőbe, Halastyák Fanni és Szlépka Armand volt az a boríték amiben az áll, hogy az ő párosuk számára végett ért az Ázsia Expressz 3.

#### 30. adás
Döntő
A döntőt Taskentben Üzbegisztán fővárosában zajlott le. Gyebnár Csekka és Mérai Katának fel kellett adniuk a versenyt, így helyükre az előző kieső páros tért vissza. Így a döntős párosok Nyári Darinka és Kiss Ernő Zsolt, Halastyák Fanni és Szlépka Armand voltak. A verseny szoros volt, de a befutó végül így alakult:
| Sorszám | Páros                             |
| ------- | --------------------------------- |
| 1.      | Halastyák Fanni és Szlépka Armand |
| 2.      | Nyári Darinka és Kiss Ernő Zsolt  |

Az első helyen Halastyák Fanni és Szlépka Armand végzett, ami azt jelenti, hogy megnyerték a versenyt és a 10 millió forintot. Nyári Darinka és Kiss Ernő Zsolt a második helyezett.

## Medálok
| – A páros kiesett, a medál(ok) megsemmisült(ek)                     |
| – A páros elveszítette a medálokat                                  |
| – A páros eljutott a medálszámoláshoz, a medálok jelentősége lejárt |

A versenyben medált több módon lehet szerezni: előnyjátékkal, védettséggel, medáljutalommal, medálszerzéssel, medállopással valamint a medáljátékkal. Ha egy páros kiesik a versenyből, a medáljaik megsemmisülnek.
| Páros                             | Medál | Adás                    |
| --------------------------------- | ----- | ----------------------- |
| Gáspár Bea és Gáspár Győző        | 2     | 25.                     |
| Gáspár Bea és Gáspár Győző        | 4     | 12. 21. 22.             |
| Gelencsér Tímea és Rozs Gergely   | 15    | 19. 21. 22. 23. 24. 25. |
| Gelencsér Tímea és Rozs Gergely   | 1     | 18.                     |
| Halastyák Fanni és Szlépka Armand | 7     | 4. 14. 21. 22. 23.      |
| Halastyák Fanni és Szlépka Armand | 1     | 3.                      |
| Gyebnár Csekka és Mérai Kata      | 16    | 21. 22. 23. 25.         |
| Gyebnár Csekka és Mérai Kata      | 3     | 8. 13. 16.              |
| Nyári Darinka és Kiss Ernő Zsolt  | 8     | 21. 22.                 |
| Nyári Darinka és Kiss Ernő Zsolt  | 4     | 6. 9. 16. 17.           |
| Marics Peti és Valkusz Milán      | 2     | 7. 11.                  |
| Király Linda és Király Viktor     | 1     | 2.                      |
| Balogh Szimóna és Gelencsér Tímea | 0     | -                       |
| Kása András és Rozs Gergő         | 1     | 1.                      |

## Lámpások
1 lámpás=1 millió forint.
| Páros                             | Lámpás | Adás |
| --------------------------------- | ------ | ---- |
| Halastyák Fanni és Szlépka Armand | 1      | 28.  |
| Gyebnár Csekka és Mérai Kata      | 0      | -    |
| Nyári Darinka és Kiss Ernő Zsolt  | 1      | 26.  |

## Nézettség
| Adás      | Dátum              | Célközönség (18–59) | Célközönség (18–59) | Teljes lakosság (+4) | Teljes lakosság (+4) | Forrás |
| Adás      | Dátum              | AMR (fő)            | SHR (%)             | AMR (fő)             | SHR (%)              | Forrás |
| --------- | ------------------ | ------------------- | ------------------- | -------------------- | -------------------- | ------ |
| 1.        | 2022. október 10.  | 371 522             | 18,6                | 679 424              | 16,9                 | [ 5 ]  |
| 2.        | 2022. október 11.  | 381 590             | 18,6                | 676 735              | 16,5                 | [ 5 ]  |
| 3.        | 2022. október 12.  | 380 869             | 18,1                | 658 407              | 15,9                 | [ 5 ]  |
| 4.        | 2022. október 13.  | 321 435             | 16,2                | 590 888              | 14,5                 | [ 5 ]  |
| 5.        | 2022. október 14.  | 346 444             | 17,8                | 649 456              | 16,3                 | [ 5 ]  |
| 6.        | 2022. október 17.  | 313 914             | 15,8                | 596 494              | 14,8                 | [ 6 ]  |
| 7.        | 2022. október 18.  | 337 061             | 16,8                | 636 714              | 15,8                 | [ 6 ]  |
| 8.        | 2022. október 19.  | 347 259             | 17,9                | 640 340              | 16,3                 | [ 6 ]  |
| 9.        | 2022. október 20.  | 301 725             | 15,9                | 638 945              | 16,1                 | [ 6 ]  |
| 10.       | 2022. október 21.  | 325 424             | 17,0                | 662 438              | 16,9                 | [ 6 ]  |
| 11.       | 2022. október 24.  | 379 438             | 18,5                | 748 519              | 18,3                 | [ 7 ]  |
| 12.       | 2022. október 25.  | 357 324             | 17,5                | 721 458              | 17,4                 | [ 7 ]  |
| 13.       | 2022. október 26.  | 371 441             | 18,7                | 738 531              | 18,0                 | [ 7 ]  |
| 14.       | 2022. október 27.  | 388 844             | 18,9                | 753 871              | 18,3                 | [ 7 ]  |
| 15.       | 2022. október 28.  | 346 709             | 17,6                | 722 811              | 17,8                 | [ 7 ]  |
| 16.       | 2022. október 31.  | 297 963             | 14,4                | 659 115              | 15,6                 | [ 8 ]  |
| 17.       | 2022. november 1.  | 314 512             | 13,6                | 641 257              | 14,1                 | [ 8 ]  |
| 18.       | 2022. november 2.  | 372 671             | 18,1                | 724 150              | 17,7                 | [ 8 ]  |
| 19.       | 2022. november 3.  | 340 545             | 16,5                | 702 083              | 16,9                 | [ 8 ]  |
| 20.       | 2022. november 4.  | 373 935             | 19,4                | 757 815              | 19,3                 | [ 8 ]  |
| 21.       | 2022. november 7.  | 341 535             | 17,2                | 701 851              | 17,4                 | [ 9 ]  |
| 22.       | 2022. november 8.  | 358 350             | 17,4                | 698 497              | 17,4                 | [ 9 ]  |
| 23.       | 2022. november 9.  | 396 591             | 19,1                | 776 434              | 19,1                 | [ 9 ]  |
| 24.       | 2022. november 10. | 355 665             | 17,8                | 738 837              | 18,5                 | [ 9 ]  |
| 25.       | 2022. november 11. | 331 041             | 17,0                | 700 252              | 17,9                 | [ 9 ]  |
| 26.       | 2022. november 14. | 383 550             | 18,8                | 787 547              | 19,5                 | [ 10 ] |
| 27.       | 2022. november 15. | 362 564             | 17,7                | 778 859              | 19,3                 | [ 10 ] |
| 28.       | 2022. november 16. | 410 063             | 20,0                | 835 771              | 20,6                 | [ 10 ] |
| 29.       | 2022. november 17. | 375 820             | 18,6                | 804 597              | 19,4                 | [ 10 ] |
| 30.       | 2022. november 18. | 435 341             | 21,9                | 896 262              | 22,4                 | [ 10 ] |
| Kibeszélő | 2022. november 18. | 294 391             | 16,7                | 597 720              | 18,4                 | [ 10 ] |